# Tere Peña
María Teresa Peña Fernández  (Lebrija), conocida como Tere Peña o "La Lebrijana" es una periodista española de etnia gitana, directora del programa Temple y pureza de la cadena Radiolé. También ha producido numerosos discos, algunos de los cuales han sido premiados.

## Trayectoria
Peña nació en el seno de una de las familias gitanas cantaoras más importantes del flamenco, la de los Peña, a la que pertenecen su madre María Fernández Granados "La Perrata", (1922-2005), y sus hermanos Juan Peña "El Lebrijano" y Pedro Peña. Ha dedicado su vida profesional a la difusión del conocimiento sobre el flamenco en medios de comunicación o promocionando festivales.
Comenzó a trabajar en una emisora local de Lebrija en 1983, y diez años más tarde, contratada por la Cadena SER comenzó a dirigir el programa Temple y pureza en la emisora Radiolé. Por este programa, Peña recibió en 2007 el premio a "la mejor labor en medios de comunicación" en la 24.ª edición de los Premios Nacionales de Flamenco. Paralelamente, trabajó como productora para diversas discográficas, así como para diferentes plataformas de Prisa, como Canal+, el diario El País, Localia TV y es coordinadora del sello flamenco Palo Nuevo.
Como productora discográfica, Peña consiguió en 2002 un Premio Grammy Latino por el disco Mis 70 años con el cante de Antonio Núñez “Chocolate”, y dos discos de oro y dos de platino por el grupo Triana Pura. También realizó grabaciones históricas del cante con Bernarda de Utrera, Gaspar de Utrera, Manuel Agujetas, o Chano Lobato, entre otros, y grabó por primera vez a Luis Zambo, Luis de La Pica, Juana la del Pipa, Dieguito del Morao, tío Paulera. Realizó la última grabación recogida de José Vargas El Mono, tío Enrique Sordera, Manuel Sordera o tía María Soleá.

## Reconocimientos
En 2002, Peña recibió un Premio Grammy Latino como productora del mejor álbum de música flamenca Mis 70 años con el cante de Antonio Núñez “Chocolate”. En 2007, en la 9.ª edición de los premios de la crítica flamenca, Peña recibió el premio de "Flamencos Hoy". Al año siguiente, en 2008, el programa, de emisión diaria en Radiolé «Temple y pureza» dirigido por Peña recibió el Premio a la Difusión de la Cátedra de Flamencología de Jerez en su 24.ª edición.
En 2015, el Instituto de Cultura Gitana reconoció la labor de Peña la difusión del conocimiento sobre el flamenco con el Premio de Comunicación de la Cultura Gitana, en su octava edición.